# NGC 3563
NGC 3563 (również PGC 34025 lub UGC 6234) – galaktyka soczewkowata (SB0), znajdująca się w gwiazdozbiorze Lwa. Odkrył ją Otto Struve 18 marca 1869 roku. Tworzy parę z galaktyką PGC 34012, a ich podobne przesunięcia ku czerwieni świadczą o tym, że galaktyki te mogą być ze sobą fizycznie związane.